# Raionul Șevcenko, Cernăuți
Raionul Șevcenko (în ucraineană Шевченківський район) a fost unul dintre primele trei raioane orășenești ale orașului Cernăuți din Ucraina, cu reședința în orașul Cernăuți. A fost înființat în anul 1965 cu numele de raionul Lenin (în ucraineană Ленінський район), fiind inclus în componența RSS Ucrainene. Începând din anul 1991, acest raion face parte din Ucraina independentă. 
Acest raion avea o suprafață de 50 km² și o populație de 139.094 locuitori (2004), în mare majoritate de naționalitate ucraineni. 
Înainte de ocuparea Basarabiei și Bucovinei de nord de către Uniunea Sovietică în 1940, teritoriul său a făcut parte din județul Cernăuți.
Prin Hotărârea nr. 1075-IV din 9 iulie 2003, Rada Supremă a Ucrainei a schimbat denumirea de raionul Lenin în cea de raionul Șevcenko.
Cele trei raioane ale orașului Cernăuți au fost desființate la 1 ianuarie 2016, prin Hotărârea nr. 1542 din 26 martie 2015 a Consiliului Orășenesc Cernăuți.

## Informații generale și caracteristici sociale

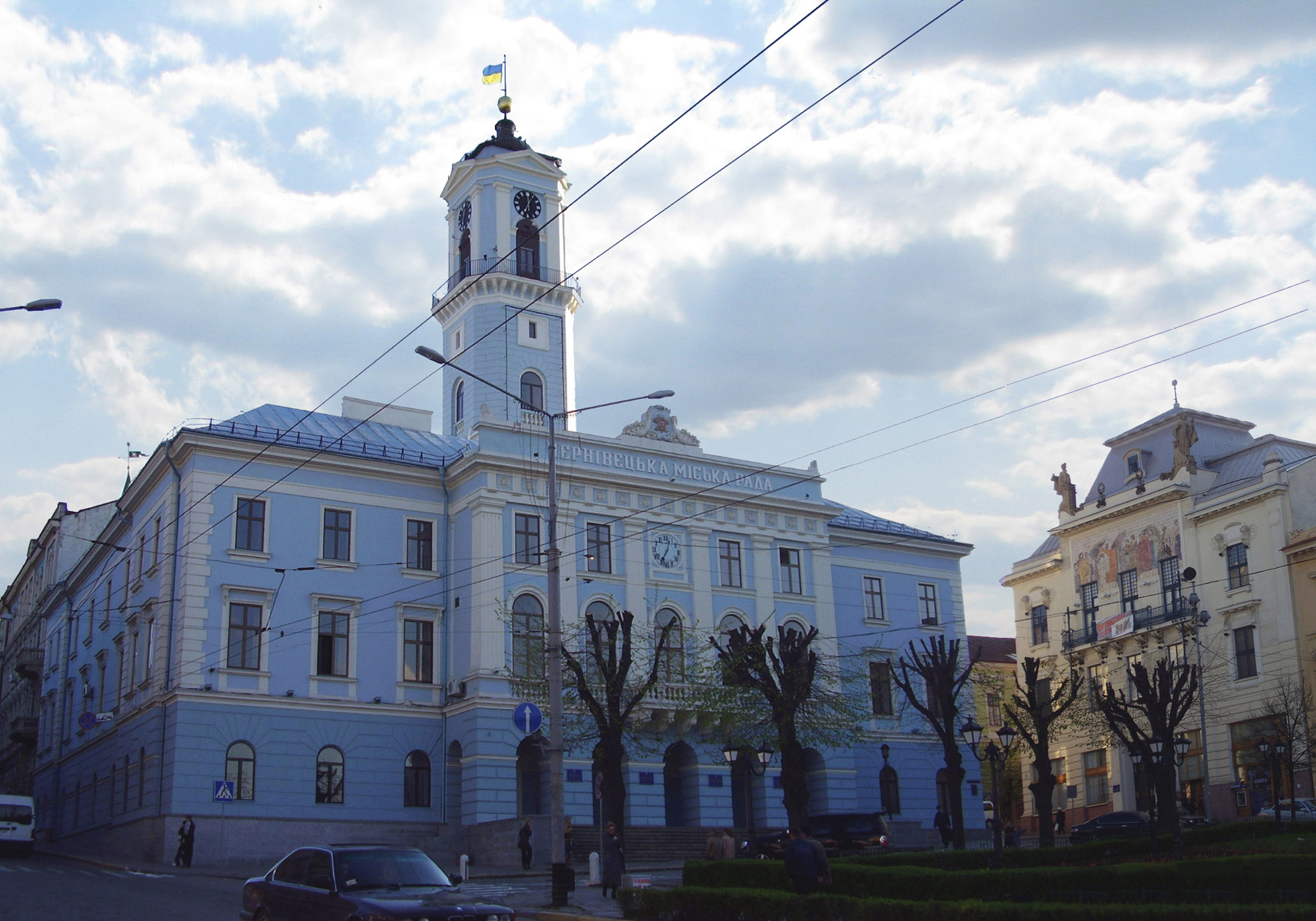
Primăria orașului Cernăuți

Înființat la 4 ianuarie 1965, raionul Șevcenko este situat pe malul drept înalt al râului Prut, învecinându-se în partea de est cu raionul 1 Mai și în partea de nord cu raionul Sadagura. Teritoriul districtului ocupă o suprafață de 50 km². 
Pe teritoriul acestui raion se află amplasat patrimoniul istoric și cultural al vechiului Cernăuți - ansamblul de clădiri construite la mijlocul secolului al XIX-lea. Centrul orașului Cernăuți din perioada Imperiului Austro-Ungar este Piața Mare - centrul orașului modern. În jurul acesteia se află obiectivele importante ale orașului: Primăria, Teatrul, Filarmonica, Universitatea de Stat (fosta reședință a mitropoliților Bucovinei) etc. 
Raionul Șevcenko dispune de 26 instituții preșcolare, 16 școli, 5 instituții speciale de învățământ secundar, 3 instituții de învățământ profesional, 3 licee și 6 universități. Printre acestea din urmă ar trebui menționate în special universitățile de frunte ale Bucovinei: Universitatea Națională „Iuri Fedkovici” (fondată în 1875) și Universitatea de Stat de Medicină a Bucovinei. 
Pe suprafața raionului sunt concentrate principalele instituții culturale și artistice ale orașului Cernăuți: 30 monumente istorice și culturale, două case de cultură, doua cinematografe, trei teatre. Sunt de menționat Teatrul Dramatic Regional „Olga Kobyleanska”, Societatea Filarmonică Regională, un teatru de vară recent construit, teatrul regional de păpuși și Studioul de teatru „Vocea”. De asemenea, sunt concentrate aici 21 de lăcașe de cult, Parcul central „Taras Șevcenko”, parcul „Iuri Fedkovici” și numeroase spații verzi. 
După ce a purtat în perioada sovietică denumirea de raionul Lenin, autoritățile raionale ale noului stat ucrainean au organizat la 16 aprilie 2000 un referendum local pentru a redenumi zona. La acest referendum au participat 95.147 de alegători, iar 57.397 de locuitori ai raionului (60,23%) au votat pentru redenumirea raionului. Prin Hotărârea nr. 1075-IV din 9 iulie 2003, Rada Supremă a Ucrainei a schimbat denumirea de raionul Lenin în cea de raionul Șevcenko.

## Populație

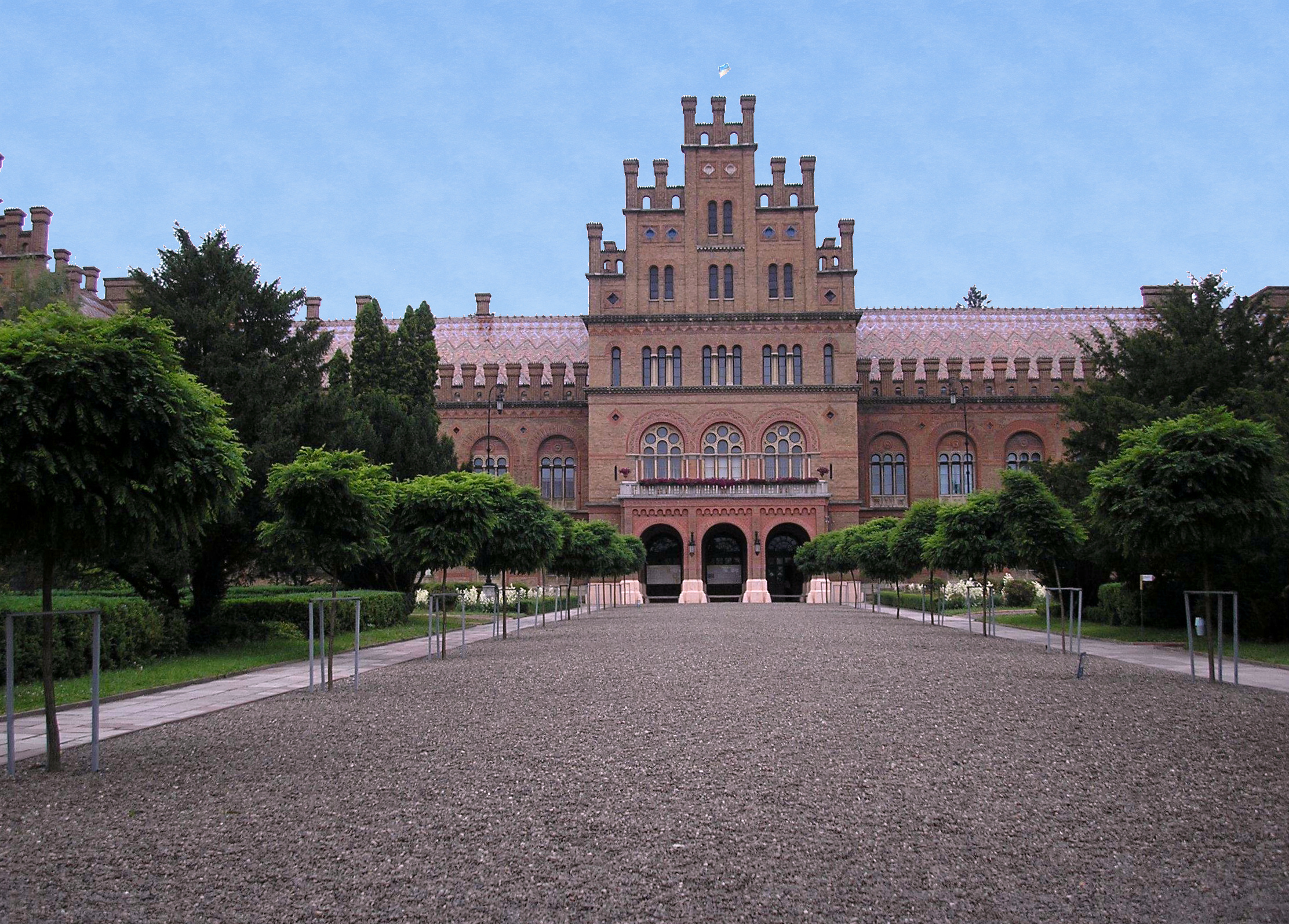
Universitatea din Cernăuți

Conform recensământului ucrainean din 2001, populația totală permanentă a raionului era de 139.094 persoane, reprezentând 58.5% din populația orașului. Structurată pe sexe, populația raionului era formată din 64.000 bărbați (46%) și 75.100 femei (54%). 
Raionul Șevcenko a fost caracterizat de o mare densitate a populației, de 2.816 persoane/km². Pentru comparație, raionul 1 Mai avea o densitate de 3.572 persoane/km² și raionul Sadagura 355 persoane/km².
Recensământul a dezvăluit faptul că raionul Șevcenko este cel mai cosmopolit dintre cele trei raioane ale Cernăuțiului, aici locuind 58 de naționalități. Naționalitățile cele mai numeroase sunt ucrainenii (78,1%), rușii (12,7%), românii (4,9%), moldovenii (1,5%), polonezii (0,6%), evreii (0,6%), bielorușii (0,4%) etc. Limba maternă a majorității locuitorilor raionului este limba ucraineană, fiind vorbită de 77,2% din populație. Față de datele declarate la recensământul din 1989, procentul locuitorilor care au declarat ucraineana ca limbă maternă a crescut cu 18,9%. 
Pe vârste, numărul persoanelor sub vârsta de 9 ani este de 12.400, în vârstă de 10-29 ani - 48.600, în vârstă de 30-59 ani - 56.300, în vârstă de peste 60 ani - 21.00. S-a remarcat o scădere a proporției copiilor cu vârsta de sub 10 ani, ceea ce a dus la o îmbătrânire a populației. 

## Economia
Cuprinzând centrul vechi al orașului, raionul Șevcenko este caracterizat prin prezența aici de întreprinderi mici și mijlocii, de hoteluri, de sedii de instituții financiar-bancare și de centre comerciale.

## Legături externe
- uc  Situl Radei Supreme a Ucrainei - Raionul Șevcenko